# Бернулли, Иоганн III
Иоганн Берну́лли (нем. Johann Bernoulli, 4 ноября 1744, Базель—13 июля 1807, Кёпеник близ Берлина) – внук Иоганна Бернулли, швейцарский астроном и математик, путешественник.

## Биография
Иоганн родился в Базеле (Швейцария), отец — Иоганн Бернулли II (сын Иоганна Бернулли). Получил образование юриста. Астроном Берлинской академии наук, там же директор математического класса.
Некоторое время жил в Санкт-Петербурге, где 23 декабря 1776 года был удостоен звания почётного члена Петербургской академии наук. В своих воспоминаниях Бернулли оставил красочные записки о столице и её предместьях, о встречах с императрицей, князем Потёмкиным, Григорием Орловым, Иваном Шуваловым, Бецким и другими.
Умер Бернулли в звании королевского астронома.

## Труды
Из многочисленных его сочинений наиболее замечательны: «Recueil pour les astronomes» (1772—1776); «Sammiung kurzer Reisebeschreibungen» (1782—1793); «Archiv zur neueren Geschichte, Geographie, Naturund Menschenkenntnis» (1783—1788).